# Estadio Municipal de Pando
Estadio Municipal de Pando es el estadio principal de la ciudad de Pando en el departamento de Canelones. Allí se juegan los partidos de local, de los equipos que no poseen cancha propia de la Liga de Fútbol Regional del Este.